# Pan Africa ILGA
Pan Africa ILGA est la branche africaine de l'Association internationale des personnes lesbiennes, gays, bisexuelles, trans et intersexuées (ILGA). Elle a pour objectif d'améliorer la situation des personnes LGBTQIA+ sur le continent africain.
Elle est basée en Afrique du Sud mais organise des conférences régionales annuelles dans différents endroits en Afrique. Sa troisième conférence régionale s'est tenue au Botswana en juin 2018. Elle prévoyait de tenir sa conférence 2020 en Afrique de l'Ouest, en particulier à Accra, au Ghana, en juillet 2020 mais a fait face à une forte opposition religieuse. Un chef régional Ashanti, un imam et des groupes chrétiens ont exprimé leur opposition,, conduisant le gouvernement du Ghana à interdire la conférence,.